# 슬래미버서리
슬래미버서리(Slammiversary)는 글로벌 포스 레슬링이 주관하는 페이퍼뷰이다.

## 슬래미버셔리 개최된 곳
| 날짜            | 개최한 곳  | 경기장                     | 관중수      | 메인 이벤트 | 비고                                                             |
| --------------- | ---------- | -------------------------- | ----------- | --- | ---------------------------------------------------------------- |
| 2005년 6월 19일 | 올랜도     | TNA 임팩트! 존             | 775         | 레이븐 vs. A.J. 스타일스 vs. 어비스 vs. 몬티 브라운 vs. 숀 월트먼 (NWA 월드 헤비웨이트 챔피언십, 킹 오브 더 마운틴 토너먼드 매치)               |                                                                  |
| 2006년 6월 18일 | 올랜도     | TNA 임팩트! 존             | 900         | 제프 재럿 vs. 크리스천 케이지 vs. 어비스 vs. 론 킬링스 vs. 스팅 (NWA 월드 헤비웨이트 챔피언십, 킹 오브 더 마운틴 토너먼드 매치)                 |                                                                  |
| 2007년 6월 17일 | 내슈빌     | 내슈빌 뮤니시펄 오디토리엄 | 3,500       | 커트 앵글 vs. 사모아 조 vs. A.J. 스타일스 vs. 크리스천 케이지 vs. 크리스 해리스 (TNA 월드 헤비웨이트 챔피언십, 킹 오브 더 마운틴 토너먼드 매치) |                                                                  |
| 2008년 6월 8일  | 사우스해븐 | 데소토 씨빅 센터           | 2,000       | 사모아 조 vs. 부커 T vs. 크리스천 케이지 vs. 라이노 vs. 로버트 루드 (TNA 월드 헤비웨이트 챔피언십, 킹 오브 더 마운틴 토너먼드 매치)             |                                                                  |
| 2009년 6월 21일 | 오번 힐스  | 더 팰리스 오브 오번 힐스   | 4,000       | 커트 앵글 vs. 믹 폴리 vs. 제프 재럿 vs. A.J. 스타일스 vs. 사모아 조 (TNA 월드 헤비웨이트 챔피언십, 킹 오브 더 마운틴 토너먼드 매치)             |                                                                  |
| 2010년 6월 13일 | 올랜도     | TNA 임팩트! 존             | 1,100       | 랍 밴 댐 vs. 스팅 (TNA 월드 헤비웨이트 챔피언십)                                                                                                |                                                                  |
| 2011년 6월 12일 | 올랜도     | TNA 임팩트! 존             | 1,100       | 커트 앵글 vs. 제프 재럿 (TNA 월드 헤비웨이트 챔피언십)                                                                                          |                                                                  |
| 2012년 6월 10일 | 알링턴     | 칼리지 파크 센터           | 5,500       | 바비 루드 vs. 스팅 (TNA 월드 헤비웨이트 챔피언십)                                                                                               |                                                                  |
| 2013년 6월 2일  | 보스턴     | 아가니스 아레나            | 3,800       | 불리 레이 vs. 스팅 (TNA 월드 헤비웨이트 챔피언십, 노 홀즈 바아드 매치)                                                                          |                                                                  |
| 2014년 6월 15일 | 알링턴     | 칼리지 파크 센터           | 3,500       | 에릭 영 vs. 래슐리 vs. 오스틴 에리스 (TNA 월드 헤비웨이트 챔피언십, 트리-웨이 스틸 케이지 매치)                                                 |                                                                  |
| 2015년 6월 28일 | 올랜도     | 임팩트 존                  | 1,100       | 제프 재럿 vs. 맷 하디 vs. 에릭 영 vs. 드루 갤로웨이 vs. 바비 루드 (TNA 킹 오브 더 마운틴 챔피언십, 킹 오브 더 마운틴 토너먼드 매치)             |                                                                  |
| 2016년 6월 12일 | 올랜도     | 임팩트 존                  | 1,100       | 드루 갤로웨이 vs. 바비 래쉴리 (TNA 월드 헤비웨이트 챔피언십, 넉아웃 or 탭아웃 매치)                                                             |                                                                  |
| 2017년 7월 2일  | 올랜도     | 임팩트 존                  | 1,100       | 바비 래쉴리 vs. 알베르토 엘 파트론 (임팩트 레슬링 월드 헤비웨이트 챔피언십 And GFW 글로벌 챔피언십, 타이틀 통합 매치)                           | 임팩트 레슬링과 글로벌 포스 레슬링이 합병된 이후 첫 슬래미버서리 |
| 2018년 7월 22일 | 토론토     | 레벨 콤플렉스              |             | 오스틴 에리스 vs.모스 (임팩트 레슬링 월드 헤비웨이트 챔피언십)                                                                                  |                                                                  |
| 2019년 7월 7일  | 댈러스     | 길리스 댈러스              | 1,200       | 새미 캘러헌 vs. 테사 블랜차드 (인터젠더 매치)                                                                                                   |                                                                  |
| 2020년 7월 18일 | 내슈빌     | 스카이웨이 스튜디오스      | 무관중 경기 | 에디 에드워즈 vs. 에이스 오스틴 vs. 트레이 vs. 리치 스완 vs. 에릭 영 (임팩트 월드 챔피언십, 페이탈 5 웨이 일리미네이션 매치)                    |                                                                  |
| 2021년 7월 17일 | 내슈빌     | 스카이웨이 스튜디오스      |             | 케니 오메가 vs. 새미 캘러헌 (임팩트 월드 챔피언십, 노 디스퀄리피케이션 매치)                                                                    |                                                                  |
| 2022년 6월 19일 | 내슈빌     | 내슈빌 페어그라운드        |             | 조쉬 알렉산더 vs. 에릭 영 (임팩트 월드 챔피언십)                                                                                                |                                                                  |
| 2023년 7월 15일 | 윈저       | 세인트 클레어 컬리지       | 1,500       | 앨릭스 셸리 vs. 닉 앨디스 (임팩트 월드 챔피언십)                                                                                                |                                                                  |
| 2024년 7월 20일 | 몬트리올   | 버던 오더토어리엄          | 4,100       | 무스 vs. 프랭키 카자리안 vs. 닉 네메스 vs. 조쉬 알렉산더 vs. 조 헨드리 vs. 스티브 맥클린 (TNA 월드 챔피언십, 일리미네이션 매치)                 |                                                                  |
| 2025년 7월 20일 | 엘몬트     | UBS 아레나                 | 7,623       | 트릭 윌리엄스 vs. 조 헨드리 vs. 마이크 산타나 (TNA 월드 챔피언십)                                                                               |                                                                  |